# Elisabetta de Gambarini
Elisabetta de Gambarini (St Marylebone, 7 de septiembre de 1730-Londres, 9 de febrero de 1765) fue una compositora, mezzosoprano, organista, clavecinista, pianista, directora de orquesta y pintora inglesa del siglo XVIII. Su obra se considera música clásica y barroca tardía. Logró ser conocida como artista musical completa, actuando y componiendo para una variedad de instrumentos y voz. Sus composiciones reflejaban el trabajo vocal en lugar de patrones instrumentales. Fue la primera compositora de Reino Unido que publicó una colección de música para teclados.

## Familia
Elisabetta de Gambarini nació el 7 de septiembre de 1730 en Holles Street, St Marylebone, Middlesex, Inglaterra. Sus padres fueron Charles Gambarini (fallecido en 1754), consejero del Landgrave de Hessen-Kassel y Joanna (Giovanna Paula) Stradiotti (fallecida en 1774). Su padre era un noble de Lucca, Italia. Publicó A Description of the Earl of Pembroke's Pictures en 1731. Su madre tenía un estatus similar en Dalmacia. Su madre pudo haber sido tutora de la nobleza, pero no es seguro. Elisabetta fue la tercera de cuatro hijos, la única hermana que sobrevivió hasta la madurez. Es posible que su nombre haya aparecido de varias otras formas: Elizabeth Gambarini, Elisabetta de Gambarini, Elisabetta Gambarini y Elisabetta Gamberini. 

## Matrimonio
El 20 de marzo de 1764, Elisabetta se casó con Etienne Chazal en St Martin-in-the-Fields. Dio un concierto como la Sra. Chazal en mayo, pero murió en su casa en Castle Court, Strand, en la parroquia de St Martin-in-the-Fields, Westminster, menos de un año después, el 9 de febrero de 1765. Fue enterrada en Westminster, el 14 de febrero. El testamento de su madre revela que Elisabetta tuvo una hija, Giovanna Georgiana Chazal. Es posible que muriera durante el parto o como resultado del mismo, pero no se sabe con certeza. Esto era común durante este tiempo, pero pronto cambiaría con el aumento del número de mujeres capacitadas como parteras. No se conoce información adicional ni de su esposo ni de su hija.

## Educación
No hay información específica sobre la educación musical formal de Elisabetta de Gambarini; sin embargo, se especula que pudo haber estudiado con Francesco Geminiani, compositor de El bosque encantado.
La participación de las mujeres en la creación musical comenzó a crecer en el siglo XVIII. : 192  Se sabe que las mujeres francesas recibían instrucción musical a una edad temprana, bajo la guía de un maestro de música, antes de que intervinieran las responsabilidades familiares y matrimoniales.: 208  Muchas mujeres involucradas en la música eran mujeres nobles o pertenecían a familias de otros músicos. Se sabe que, durante el período clásico, el número de mujeres involucradas en la producción de música aumentó significativamente debido a la popularidad de cantar y tocar el piano, y también porque la clase media se estaba expandiendo.
La música se consideraba un logro social para las mujeres: reflejaba la categoría de la familia, llenaba el tiempo libre, alejaba el aburrimiento y, en el caso de las mujeres jóvenes, era una ventaja para conseguir marido. : 192  Tocaban artistas aficionadas y profesionales con formación. Las jóvenes se involucraron en la música tocando conciertos en sus hogares, y luego como músicas de la corte. Cantaban y tocaban el laúd o el clavicémbalo para divertirse en privado. Ocasionalmente mantenían relación con pequeños grupos de músicos e incluso con algún compositor, para organizar sus propios conciertos. El laúd y el clavicémbalo, por su naturaleza, eran suficientes por sí mismos o podían servir para apoyar la propia voz del intérprete. : 191  Tocar instrumentos de cuerda era menos atractivo como pasatiempo, debido a la postura requerida para tocar los instrumentos de cuerda más grandes, que se consideraba poco femenina. Debido a esto, muchas mujeres del siglo XVIII eligieron el miembro más pequeño de la familia de la viola, el pardessus. : 205 

## Carrera
Elisabetta comenzó su carrera cantando el Oratorio ocasional de Handel (1746-1747). También actuó como la primera mujer israelita en la primera representación de Judas Maccabaeus (1747) y Joseph and his Brethren (1747). Su nombre también aparece en representaciones de Sansón y del Mesías de Handel ; sin embargo, se desconocen las fechas exactas.
En 1748, la reputación de Elisabetta le permitió promover y realizar su propio concierto benéfico. Cantó y tocó sus propias composiciones con el órgano. También publicó sus dos primeros volúmenes de música. Fue la primera compositora en Gran Bretaña que publicó una colección de música para teclado, The Six Sets of Lessons for the Harpsichord, publicada en su adolescencia, dedicada a la vizcondesa Howe del Reino de Irlanda. Su música tenía muchos suscriptores, entre ellos músicos famosos como Handel y Francesco Geminiani, así como duques, abogados, barones, caballeros y capitanes. Más tarde, ese mismo año, publicó Lessons for the Harpshicord Intermix'd with Italian and English Songs, dedicado al Príncipe de Gales. Posteriormente también publicó XII English & Italian Songs, for a German flute and Thorough Bass... Opera III en 1750, compuesta principalmente para instrumentos de viento y dedicada al duque de Marlborough. 
A lo largo de su carrera, actuó en el Haymarket Theatre y en la gran sala de conciertos de Dean Street, Soho. Más adelante en su carrera dio varios conciertos benéficos, presentándose como compositora, clavecinista, organista y cantante. Durante uno de sus conciertos benéficos tomó prestada la partitura de Francesco Geminiani The Inchanted Forest; por eso hay quienes creen que pudo haber sido una de sus alumnas. También hay indicios de que intentó ser nombrada música en la Corte.

## Las mujeres en la música
A medida que avanzaba el siglo XVIII, cambió la clase social de las mujeres que componían música y lo que elegían componer. : 215  Las mujeres nobles del siglo XVII escribieron canciones sencillas para que las interpretaran sus familiares y amigos; sin embargo, las hijas de músicos y compositores comenzaron gradualmente a componer en géneros más ambiciosos: cantata y cantatille sagradas y profanas, ópera, ballet, e incluso oratorio. Sabemos que muchas mujeres destacaron musicalmente durante esos años. La mayor participación de las mujeres en la música, antes asociada exclusivamente a los hombres, se puede atribuir en gran parte a los acontecimientos políticos y sociales en Europa a principios y mediados del siglo XVIII.
Los avances significativos y de gran alcance en la música también se atribuyen a la invención del piano, instrumento de carácter solista y de cámara, que desempeñó un papel decisivo en la creación de un clima musical propicio para que las mujeres se hicieran compositoras. El lied o canción lírica también atrajo a muchas compositoras. Desde sus inicios, el lied fue un tipo de música de cámara que encajó cómodamente en un ambiente doméstico: un escenario en el que las mujeres habían sido aceptadas como intérpretes, en claro contraste con el espacio público, que estaba fuera de su alcance. No está claro si Elisabetta de Gambarini compuso música de lied; sin embargo, sí sabemos que otras artistas como Corona Schröter y Maria Theresia Paradis compusieron este tipo de canciones líricas.

## Repertorio
Las Six Sets of Lessons for the Harpsichord de Elisabetta son agradables composiciones a dos voces (a excepción de la Marcha en la Sonata IV, que es a tres voces). En 1759 publicó tres compilatorios de canciones y piezas para clavecín entre 1748 y 1750. (Las canciones 1 a 4 son en inglés, la 5 es en francés, y de la 6 a la 12 son en italiano) Son piezas cortas, siendo la más larga de 53 compases, sin contar las repeticiones. Las letras se basaron en lecciones morales o alusiones clásicas. Los programas de conciertos del siglo XVIII no solían tener piezas consecutivas del mismo género. Los cuarenta minutos de música también pueden haber sido demasiado cortos para un concierto completo. Por lo tanto, interrumpir la música para la interpretación de canciones o piezas de teclado puede haber sido una buena solución. La palabra intermix'd en el título del Opus 2 de Elisabetta de Gambarini Lessons for the Harpsichord Intermix'd with Italian and English evidencia muchas de las características de la escritura vocal: una base textual, una gama compacta, un estilo estrófico, una longitud abreviada y la ausencia de una estructura de múltiples movimientos. Al igual que otras piezas de este género, sus canciones se pueden interpretar de diversas formas: con voz, flauta y teclado, o con voz y flauta juntos alternando segmentos. Su estilo de escritura era simple, con escritura de teclado sin complicaciones, muchas de ellas animadas y atractivas. 
- The Six Sets of Lessons for the Harpsichord (Op. 1), 1748
- Lessons for the Harpsichord Intermix'd with Italian and English Songs (Op. 2), 1748
- XII English & Italian Songs, for a German flute and Thorough Bass...Opera III
- War March
- Victory for voice and organ
- Forest Scene for horns and timpani
- Tho Mars, Still Friends to France
- The Friendly Wish
- Forgive Ye Fair
- Honour, Riches, Marriage-Blessing from The Tempest
- Obertura para trompas
- Oberturas
- Conciertos para órgano
- Solos para piano y violín
- Oda para coro

## Grabaciones
- 18th Century Women Composers – Music for Solo Harpsichord, Vol. 1. Barbara Harbach, harpsichord. Gasparo Records GSCD-272 (1995)
- Anthony Noble, Elizabeth Gambarini: Complete Works for Harpsichord. Herald Records HAVPCD 244 (2000)